# Eiffel 65 (album)
Eiffel 65 – trzeci album studyjny popowej grupy Eiffel 65 wydany w 2003 roku. Na albumie znalazły się utwory w języku włoskim, choć niektóre mają angielski teksty („Cosa Resterà (In A Song)”, „Like A Rolling Stone”).
W 2004 roku ukazała się reedycja albumu, zawierająca dwie płyty CD – pierwszą z oryginalnymi piosenkami, a drugą z angielskimi wersjami piosenek i remiksami.

## Lista utworów
| Lista utworów | Lista utworów                       | Lista utworów |
| Nr            | Tytuł utworu                        | Długość       |
| ------------- | ----------------------------------- | ------------- |
| 1.            | „Viaggia Insieme A Me”              | 4:27          |
| 2.            | „Quelli Che Non Hanno Età”          | 4:01          |
| 3.            | „Una Notte E Forse Mai Più”         | 3:32          |
| 4.            | „Tu Credi”                          | 3:39          |
| 5.            | „Voglia Di Dance All Night”         | 4:19          |
| 6.            | „La Mia Lente”                      | 4:44          |
| 7.            | „Non è Per Sempre”                  | 3:39          |
| 8.            | „Like A Rolling Stone”              | 4:27          |
| 9.            | „Figli Di Pitagora”                 | 4:22          |
| 10.           | „Sopra Un Palco Per Tutto Il Mondo” | 5:28          |
| 11.           | „Oggi”                              | 4:25          |
| 12.           | „Cosa Resterà (In A Song)”          | 3:48          |
| 13.           | „Io E La Mia Stanza”                | 2:49          |
|               |                                     | 53:40         |

| Utwory z drugiej płyty CD z reedycji | Utwory z drugiej płyty CD z reedycji                                                   | Utwory z drugiej płyty CD z reedycji |
| Nr                                   | Tytuł utworu                                                                           | Długość                              |
| ------------------------------------ | -------------------------------------------------------------------------------------- | ------------------------------------ |
| 1.                                   | „Voglia Di Dance All Night (2004 Rmx)”                                                 | 3:58                                 |
| 2.                                   | „Follow Me”                                                                            | 4:26                                 |
| 3.                                   | „Just One Night And Maybe Good Bye”                                                    | 3:31                                 |
| 4.                                   | „Time Is Not Our Cage”                                                                 | 3:59                                 |
| 5.                                   | „You Believe”                                                                          | 3:40                                 |
| 6.                                   | „Going To Dance All Night”                                                             | 4:25                                 |
| 7.                                   | „The Filter”                                                                           | 4:42                                 |
| 8.                                   | „Like A Rolling Stone (English Version)”                                               | 4:23                                 |
| 9.                                   | „On A Stage All Across The World”                                                      | 5:28                                 |
| 10.                                  | „Today”                                                                                | 4:25                                 |
| 11.                                  | „The World Inside My Bedroom”                                                          | 2:46                                 |
| 12.                                  | „Tu Credi (The Complete Opera By La Premiata Ditta Molinaro & Lobina)”                 | 10:55                                |
| 13.                                  | „Viaggia Insieme A Me (Roberto Molinaro Radio Concept)” (remix: Roberto Molinaro)      | 4:24                                 |
| 14.                                  | „Una Notte E Forse Mai Più (Roberto Molinaro Radio Concept)” (remix: Roberto Molinaro) |                                      |
|                                      |                                                                                        | 1:01:02                              |